# Kambur
Kambur är ett berg i Färöarna (Kungariket Danmark). Det ligger i sýslan Eysturoya sýsla, i den nordöstra delen av landet, 15 km norr om huvudstaden Tórshavn. Toppen på Kambur är 600 meter över havet. Kambur ligger på ön Eysturoy.
Terrängen runt Kambur är kuperad. Havet är nära Kambur söderut. Närmaste större samhälle är Klaksvík, 14,7 km nordost om Kambur.